# Chênehutte-Trèves-Cunault
Chênehutte-Trèves-Cunault là một xã thuộc tỉnh Maine-et-Loire trong vùng Pays de la Loire phía tây nước Pháp. Xã này nằm ở khu vực có độ cao trung bình 30 mét trên mực nước biển.

Chênehutte-Trèves-Cunault
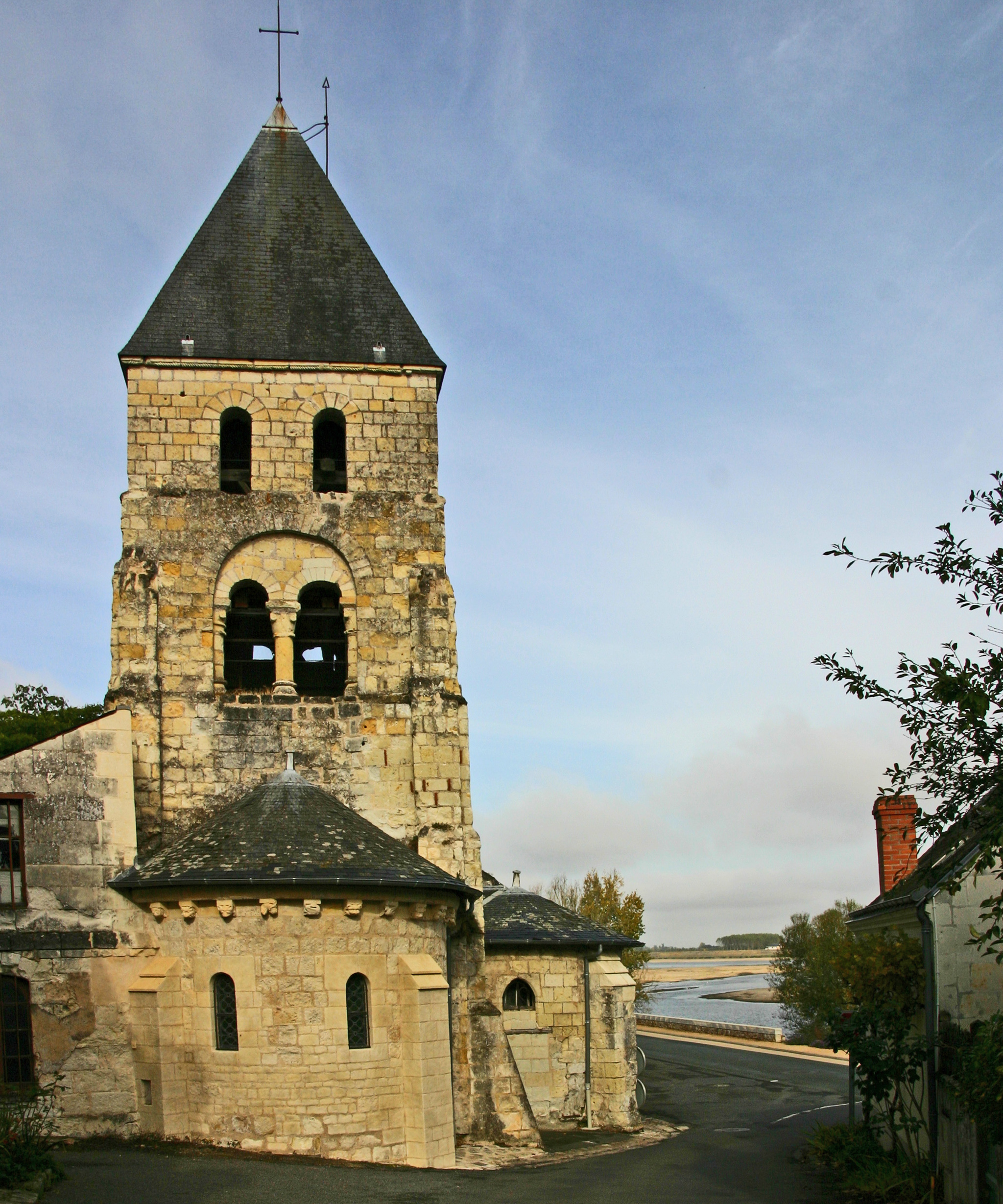
Notre Dame des Tuffeaux
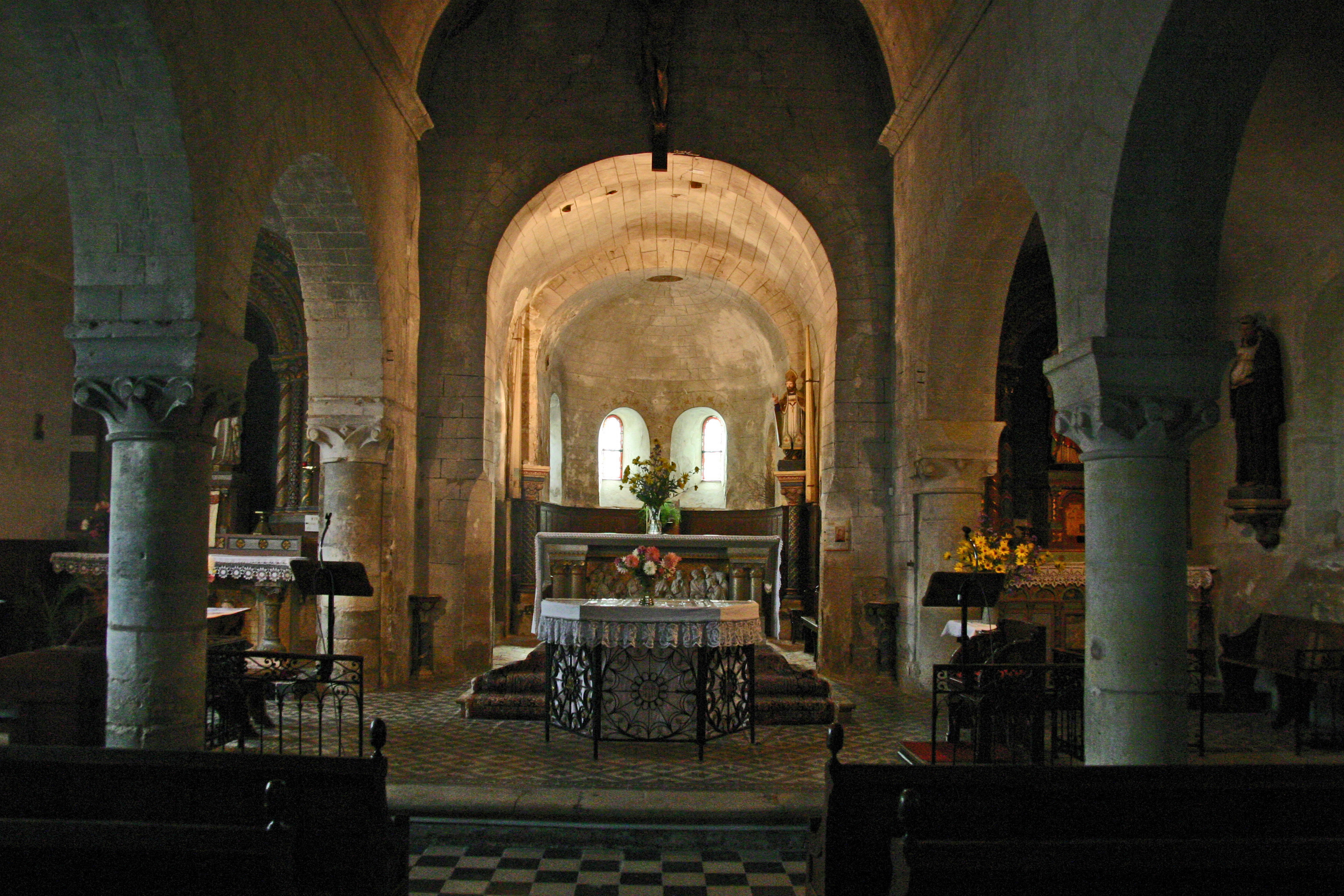
Notre Dame des Tuffeaux
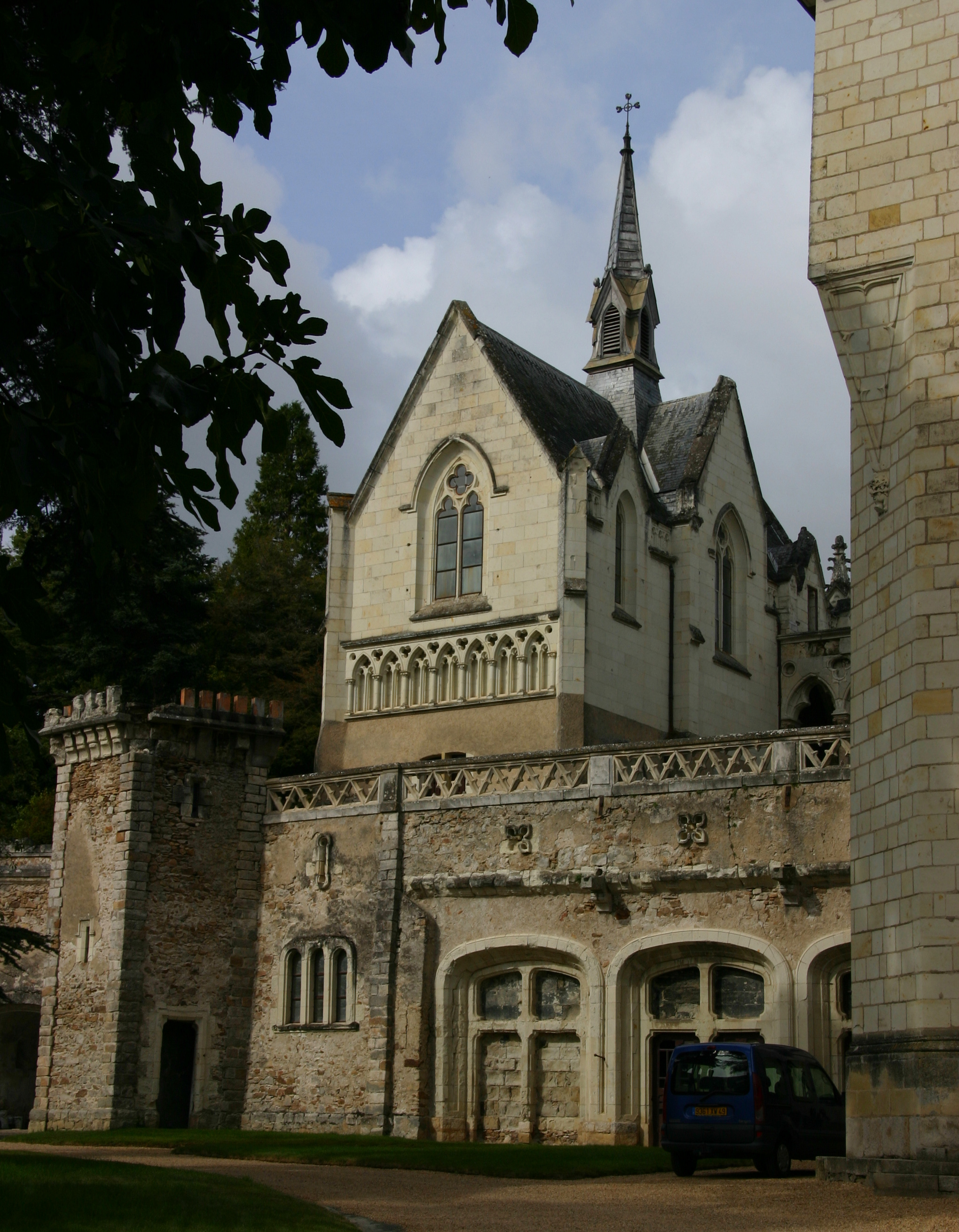
Cunault
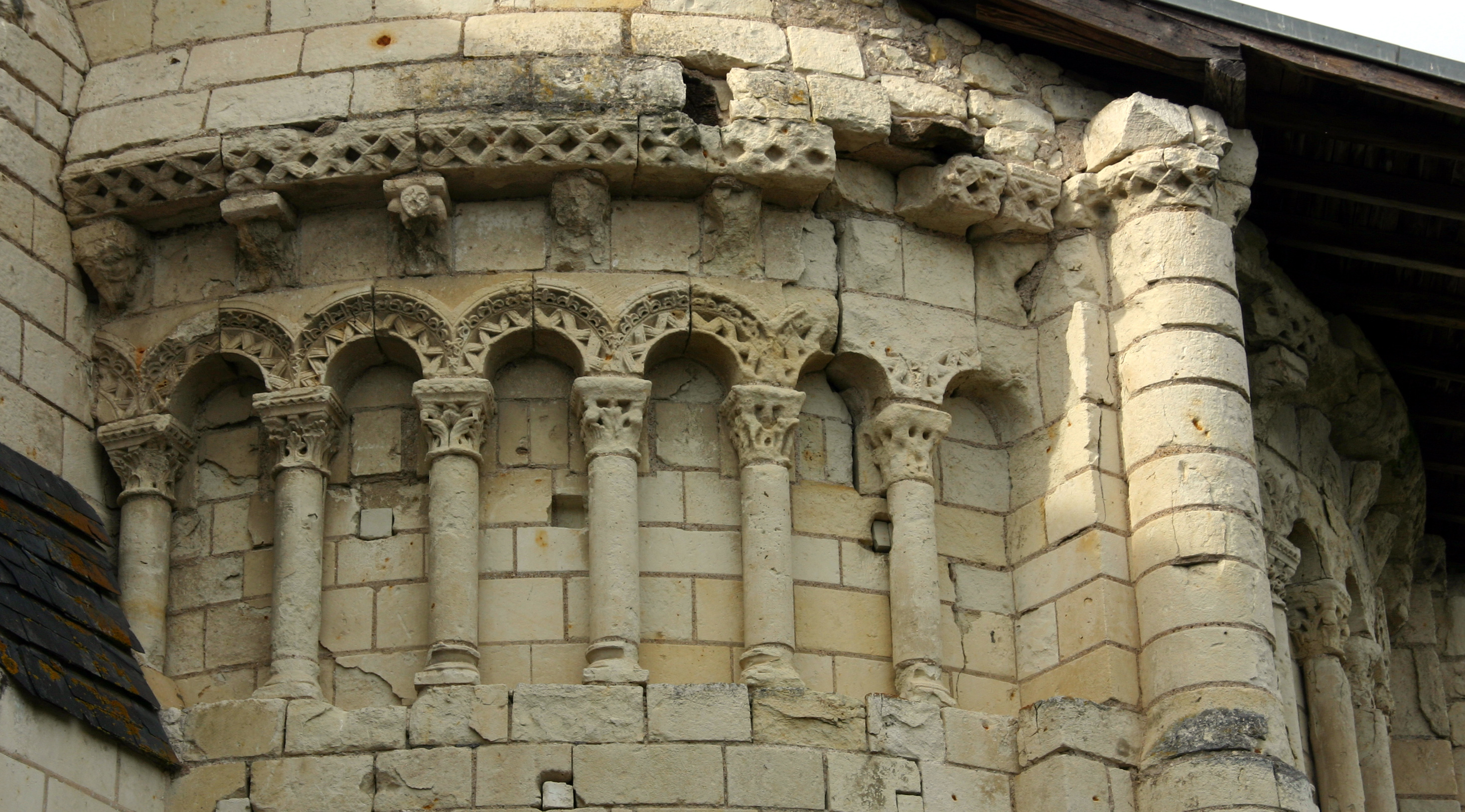
Notre Dame de Cunault
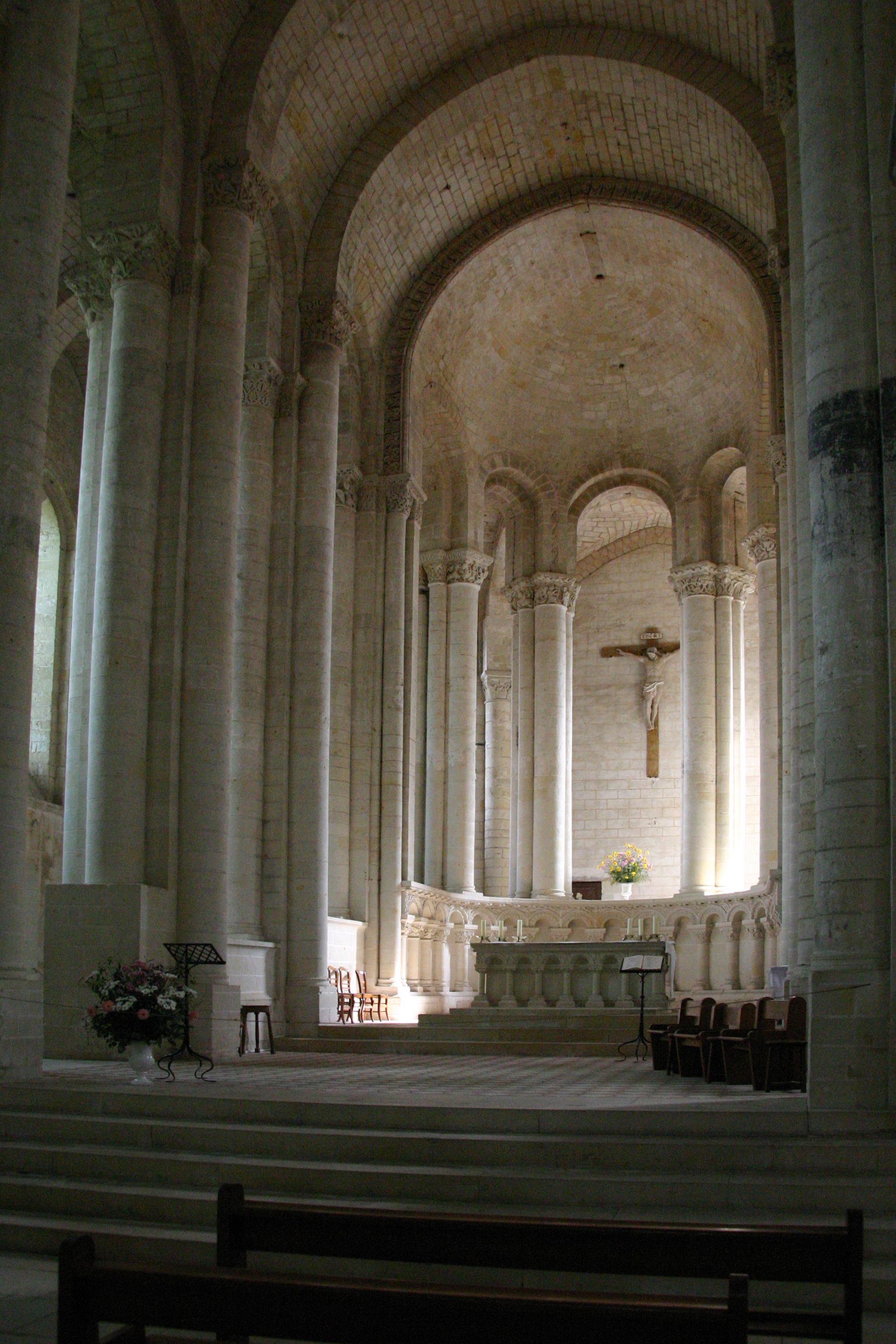
Notre Dame de Cunault
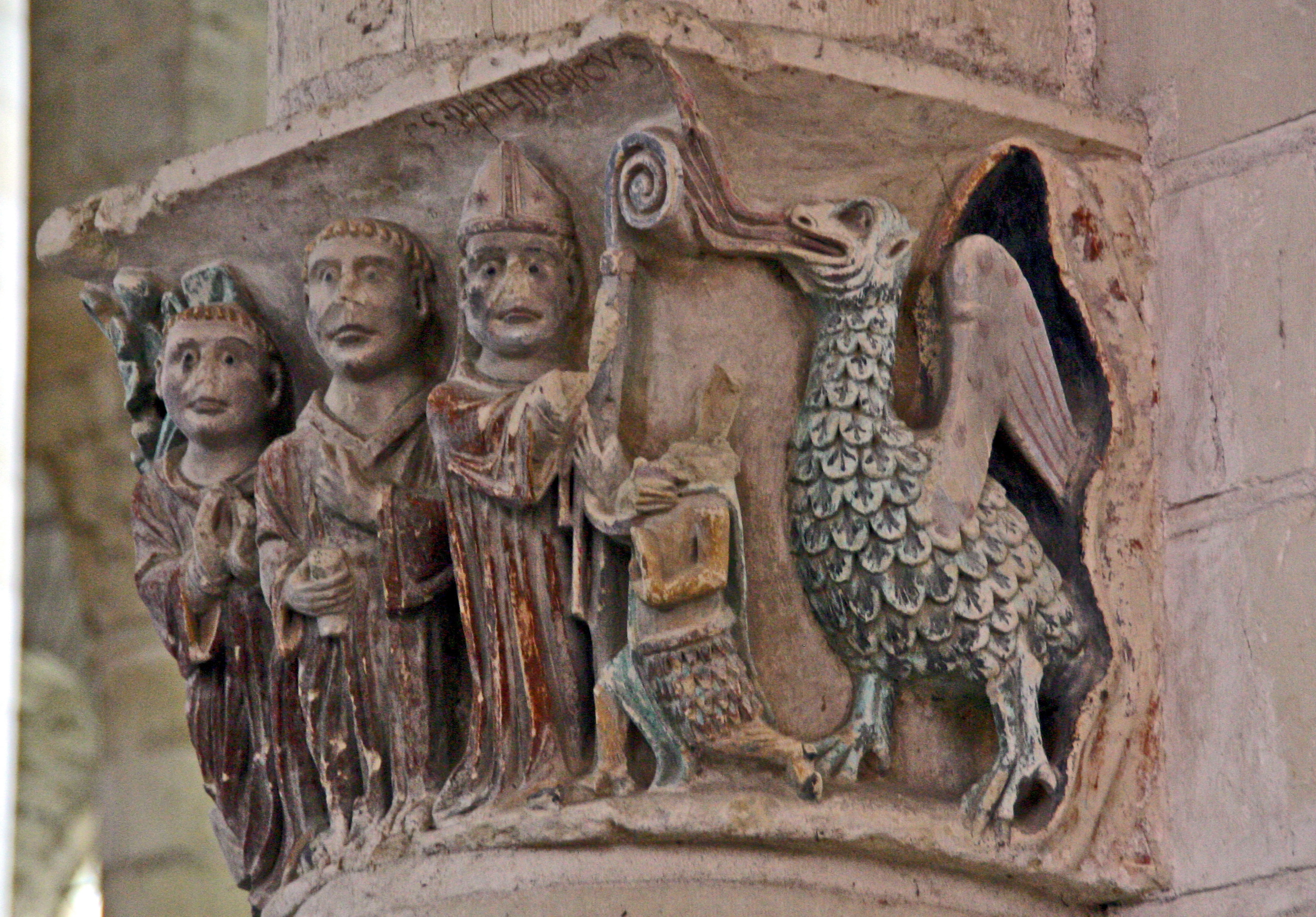
Notre Dame de Cunault
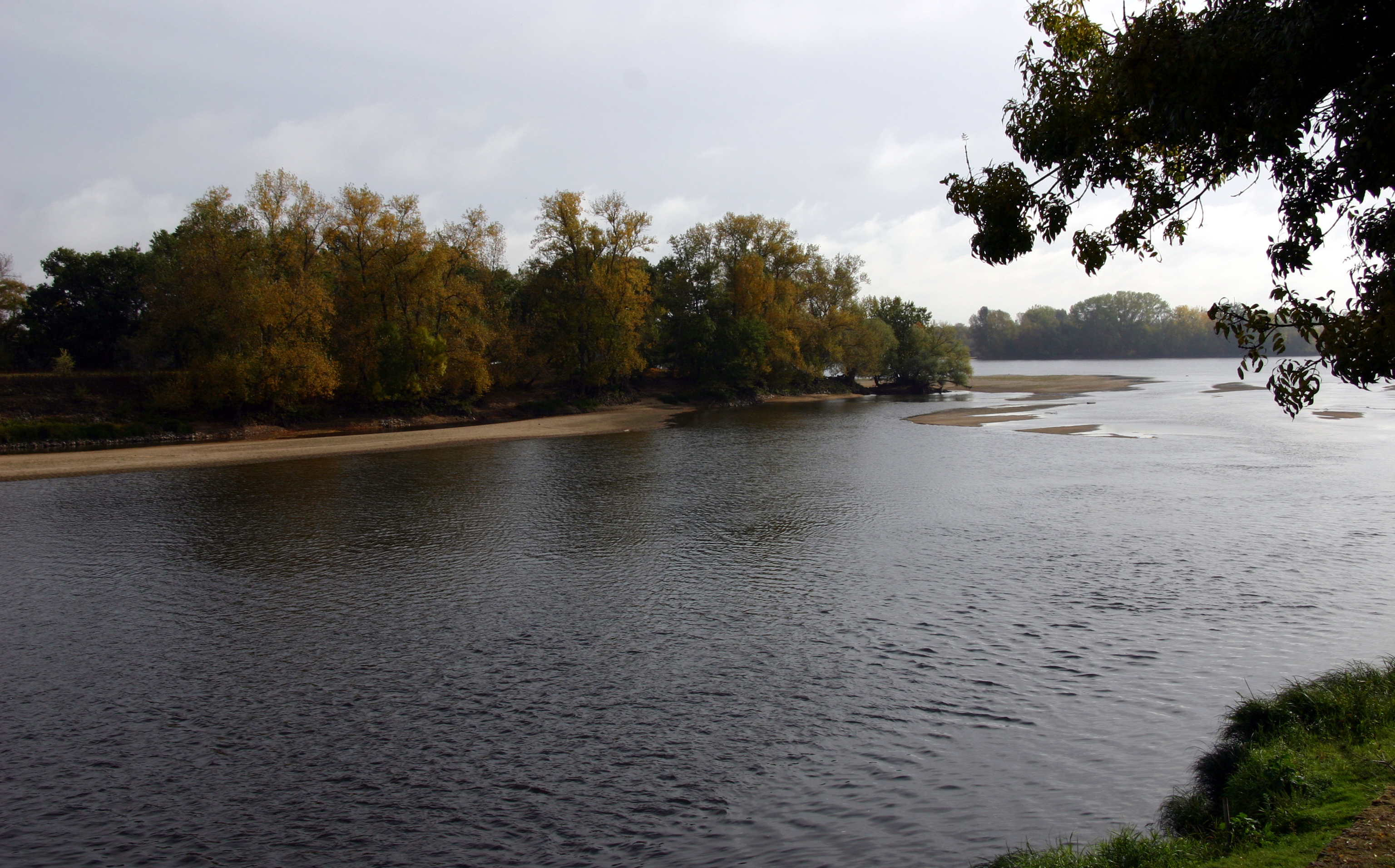
La Loire